# Trochalus urbanus
Trochalus urbanus är en skalbaggsart som beskrevs av Louis Albert Péringuey 1904. Trochalus urbanus ingår i släktet Trochalus och familjen Melolonthidae. Inga underarter finns listade i Catalogue of Life.